# Aoi
Aoi（あおい、1984年6月4日 - ）は日本の歌手。ヴィジュアル系バンド・BOUNTY元ボーカル。

## 来歴
当初はソロ活動を展開していたが、事務所のスタッフからFANATIC◇CRISISの元メンバー・KAZUYAを紹介され、2007年3月にKAZUYAとBOUNTYを結成する。BOUNTY結成後しばらくはBOUNTYのボーカルとして活動していたが、2007年12月12日にシングル「VISiON」を発表し、ソロ活動も並行して行うようになる。
2008年7月、フランスのヴィルパントで開催された第9回Japan Expoにライブ出演。10月31日から11月2日にかけてモントルイユで開催されたChibi Japan Expoにも参加した。
2009年6月13日、デュッセルドルフで開催された第8回日本デーに出演する。7月にはJapan Expoに2年連続でライブ出演を果たした。
2010年2月、マルセイユで開催されたJapan Expo Sudに出演するが、3月に喉の不調からライブ活動の休止を発表した。

## 人物
クールで伸びやかなボーカルが持ち味で、デカダンスな楽曲では抑えて歌うときと情感たっぷりに歌うときの振り幅の大きさから力強いインパクトを与える。
フランスでも人気が高く、Japan Expoでは主催者側から熱烈なオファーを受け、異例の2年連続出場を果たした。2009年にJapan Expoにライブ出演した際には、現地のメディア4誌から取材を受けている。

## ディスコグラフィー

### シングル
1. VISiON（2007年12月12日）
2. EDEN（2008年5月28日）
3. MASQUERADE（2009年2月25日）[10]
4. VIRGIN（2009年9月16日）

### アルバム
1. Veil（2008年6月25日）[14]
2. Requiem（2009年11月18日）[15]